# 桐谷美玲のラジオさん。
『桐谷美玲のラジオさん。』（きりたにみれいのラジオさん。）は、2010年4月6日から2015年3月25日の放送まで文化放送の『レコメン!』水曜日にて放送されていたラジオ番組。

## 番組内容
この番組は、桐谷美玲初の単独担当番組である。極初期はタイトルなしで放送、その間タイトルをリスナーから募集した。その結果、4月27日に上記タイトルに決定した。
2010年10月5日放送分より桐谷がCM出演しているブルボンがスポンサーにつき、「ブルボンプレゼンツ」の冠がつく。

### 復活特番
2015年9月12日、映画『ヒロイン失格』の公開にあわせた1夜限りの復活特番『桐谷美玲のラジオさん。リターンズ☆』が放送された。

## パーソナリティ
- 桐谷美玲

## コーナー
- 女子の平均値!
主に女子リスナーに対してアンケート調査を行い、番組内で結果を発表する。
- 美玲さんの法則!
リスナーが発見した様々な法則に対して美玲さんがコメントする。
- 桐谷のキュンキュンッ☆メモリ
思わず胸キュンしちゃった異性の“しぐさ”“言葉”“シチュエーション”を紹介。桐谷美玲的にどれくらいキュンキュンしたかを3段階（ちょっと：1キュン、まぁまぁ：2キュン、とっても：3キュン）で判定する。
- 桐谷悩みタイム!
リスナーのお悩みを聞くコーナー。
- みんなのプチ贅沢
リスナーのちょっとした贅沢体験を紹介するコーナー。

（出典:文化放送レコメン!HP）

## ゲスト
レギュラー放送
- 春日俊彰（オードリー） - 2011年1月18日

リターンズ☆
- 山﨑賢人、坂口健太郎

## 放送ネット局
- 文化放送
- 秋田放送
- ラジオ福島
- 静岡放送（2014年4月より）
- KBS京都
- 新潟放送（2010年10月より。日曜21:40-21:50に5日遅れネット）…唯一『レコメン!』24時以降のネット局。ブルボンの本社がある。